# Chapman (Nebraska)
Chapman – wieś w Stanach Zjednoczonych, w stanie Nebraska, w hrabstwie Merrick.